# هوخست
هوخست (انگلیسی: Hoechst AG) یک شرکت شیمیایی و بعدها علوم زیستی بود که در سال ۱۹۹۹ پس از ادغام با شرکت فرنسوی رون پولن، آونتیس دویچلند را تشکیل دادند و از سال ۲۰۰۴ پس از ادغام با شرکت سانوفی-سینتلابو این شرکت به شرکتی تابعه از گروه دارویی سانوفی-آونتیس بدل شد.